# 北海道道303号沓形港線
北海道道303号沓形港線（ほっかいどうどう303ごう くつがたこうせん）は、北海道利尻町内を結ぶ一般道道である。

## 概要

### 路線データ
- 起点：北海道利尻郡利尻町沓形（地方港湾 沓形港）
- 終点：北海道利尻郡利尻町沓形（北海道道108号沓形仙法志鴛泊線交点）
- 総延長：0.116 km
- 実延長：0.104 km
- 重用延長：0.012 km

## 歴史
- 1957年（昭和32年）7月25日 - 261号として路線認定[1]。
- 1994年（平成6年）10月1日 - 路線番号を303号に変更[2]。

この路線の前身は、1928年（昭和3年）5月26日に認定された準地方費道111号沓形港線である。

## 地理

### 通過する自治体
- 宗谷総合振興局
  - 利尻郡利尻町

### 交差する道路
利尻町
- 北海道道108号沓形仙法志鴛泊線 - 沓形（終点）
- 北海道道105号利尻富士利尻線 - 沓形（終点）

### 沿線にある施設など
利尻町
- 沓形港